# Ragma
Ragma ist im Alten Testament ein Sohn des Kusch.

## Etymologie
Der Name leitet sich vom hebr. רַעְמָה ra‘mā ab. In der Septuaginta kommen zwei Schreibweisen vor, nämlich Ρεγμα regma (Gen 10,7 , 1 Chr 1,9 ) und Ραγμα ragma (Ez 27,22 ).

## Ragma als Stammesname
Ragma wird in Gen 10,7  als Sohn Kuschs und Enkel Hams des Sohnes Noachs bezeichnet. Seine Geschwister sind Seba, Hawila, Sabta, Sabtecha und Nimrod. Ragma ist Vater Sabas und Dedans. Bei allen handelt es sich nicht um historische Personen, sondern Volksstämme, die in einer Genealogie miteinander in Verbindung gebracht wurden. So werden in Ez 27,22  Ragma (ursprünglich ragmatum) und Saba auch zusammen als Herkunftsorte von Kaufleuten genannt. Ragma ist im südlichen Saudi-Arabien an der nördlichen Grenze des Jemen zu lokalisieren.